# Єлизавета Анна Прусська
Єлизавета Анна Прусська (нім. Elisabeth Anna von Preußen, 8 лютого 1858 — 28 серпня 1895) — прусська принцеса з династії Гогенцоллернів, донька принца Пруссії Фрідріха Карла та ангальтської принцеси Марії Анни, дружина Фрідріха Августа Ольденбурзького.

## Життєпис
Єлизавета Анна народилась 8 лютого 1858 року у Потсдамі другою дитиною та другою донькою в родині принца Пруссії Фрідріха Карла та його дружини Марії Анни Ангальт-Дессау. Дівчинка мала старшу сестру Марію, а згодом сім'я поповнилась донькою Луїзою Маргаритою і сином Фрідріхом Леопольдом.
У 20-річному віці Єлизавета Анна пошлюбилась із 25-річним Фрідріхом Августом Ольденбурзьким. Церемонія вінчання відбулася 18 лютого 1878 року в Берліні. Весілля було подвійним: Шарлотта Пруська в той же час брала за чоловіка Бернгарда Саксен-Майнінгенського. Це була перша визначна подія з моменту створення Німецької імперії у 1870 році. На святі були присутніми такі титуловані особи як король Бельгії Леопольд II із дружиною Марією Генрієттою Габсбург-Лотаринзькою та принц Уельський Альберт.

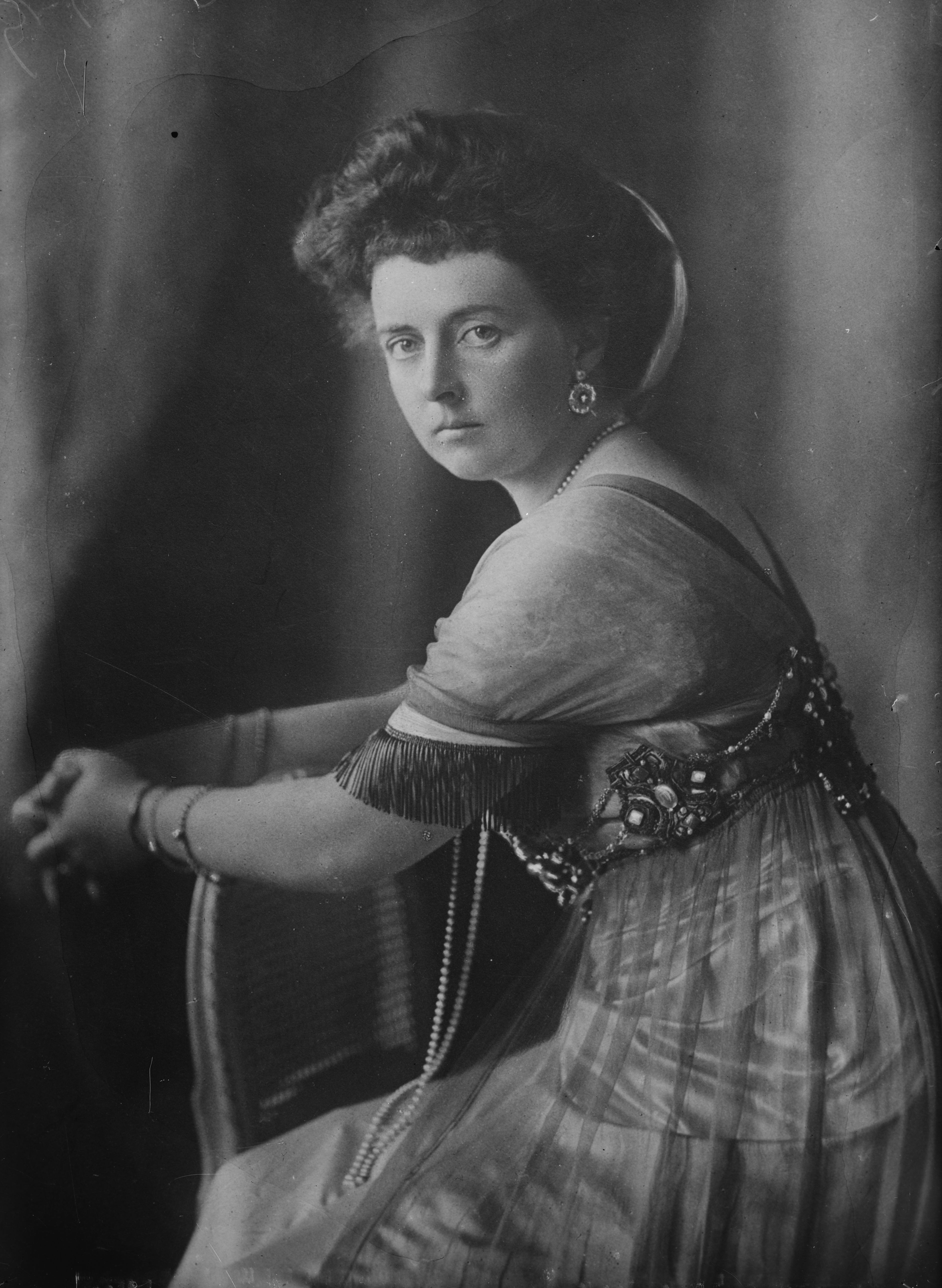
Донька Софія Шарлотта

За півроку пошлюбилась старша сестра Єлизавети Анни — Марія, ставши дружиною губернатора Люксембургу Генріха Нідерландського. А за рік — з молодшим сином королеви Вікторії одружилася Луїза Маргарита.
Тоді ж Єлизавета народила первістка. Всього ж у шлюбі народила двох дітей.
Єлизавета Анна Прусська пішла з життя у віці 37 років у замку Adolphseck, що в Фульді. Новозбудований палац в Ольденбурзі Фрідріх Август назвав на її честь. Невдовзі він знову одружився.

## Родина
Чоловік — Фрідріх Август II (великий герцог Ольденбурзький)
Діти:
- Софія Шарлотта (1879—1964) — дружина пруського принца Ейтеля Фрідріха, сина імператора Вільгельма II, після розлучення — дружина колишнього поліціянта Гаральда фон Гедеманна, дітей не мала;
- Маргарита (1881—1882) — померла немовлям.